# Ghiacciaio Denman
Il ghiacciaio Denman è un ghiacciaio largo da 10 a 20 km e lungo circa 130, situato nella Terra della Regina Maria, in Antartide. Il ghiacciaio fluisce verso nord a partire dall'Altopiano Antartico fino ad andare ad alimentare la piattaforma glaciale Shackleton, all'interno di cui entra formando una lingua glaciale particolarmente distinguibile dal resto della piattaforma. Prima ancora che questa lingua si unisca alla piattaforma Shackleton, si uniscono ad essa i flussi di diversi ghiacciai, come il Northcliffe e il Reid.
Ogni 40-50 anni dall'estremità della lingua di ghiacciaio si stacca un iceberg che migra verso nord-ovest fino ad incagliarsi in un banco di sabbia a circa 160 km a nord, formando così l'isola Pobeda, un'isola di ghiaccio temporanea la cui esistenza dura qualche decina di anni.

## Storia
Il ghiacciaio Denman fu scoperto nel novembre 1912 dalla squadra occidentale della Spedizione Aurora, svoltasi dal 1911 al 1914 e comandata da Douglas Mawson, e così battezzato da quest'ultimo in onore di Thomas Denman, III barone Denman, al tempo governatore generale dell'Australia nonché uno dei finanziatori della spedizione. In seguito il ghiacciaio è stato mappato più dettagliatamente sulla base di fotografie aeree effettuate durante l'operazione Highjump, svoltasi nel 1946-47, e l'operazione Windmill, svoltasi durante gli anni 1947-48.
Rilevamenti effettuati nel 2019, durante il corso del progetto 
BedMachine Antarctica, sotto la supervisione dell'Università della California, Irvine, hanno rivelato che il canyon sottostante al ghiacciaio Denman è il punto più basso della superficie terrestre non coperto da acqua, quantomeno non acqua allo stato liquido, esistente in natura, dato che il suo fondo roccioso si trova a oltre 3500 m sotto il livello del mare.

## Instabilità e ritiro
Uno studio del 2020 ha rilevato che in un periodo di circa 20 anni, vale a dire dal 1996 al 2017-2018, il ghiacciaio Denman si era ritirato di circa 5,4±0,3 km, avendo perso circa 268 miliardi di tonnellate di ghiacciaio tra il 1979 e il 2017. Secondo lo studio, esiste la possibilità che il ghiacciaio stia affrontando un ritiro rapido e irreversibile, dovuto sia alla presenza di acqua calda in cavità sottostanti alla piattaforma, sia al pendio piuttosto scosceso presente sul suo lato occidentale. Grazie a misure effettuate con il sistema COSMO-SkyMed, è stato calcolato che lo scioglimento dell'intero ghiacciaio porterebbe all'innalzamento di circa 1,5 m del livello medio globale dei mari. Tuttavia, poiché ci sono diversi fattori che possono determinare se e quanto velocemente il ritiro continuerà, quali ad esempio la strettezza del canale lungo il quale esso sta avvenendo e il movimento dell'acqua calda proveniente dalle profondità oceaniche, risulta ancora difficile essere certi del destino del ghiacciaio senza l'ausilio di ulteriori dati.

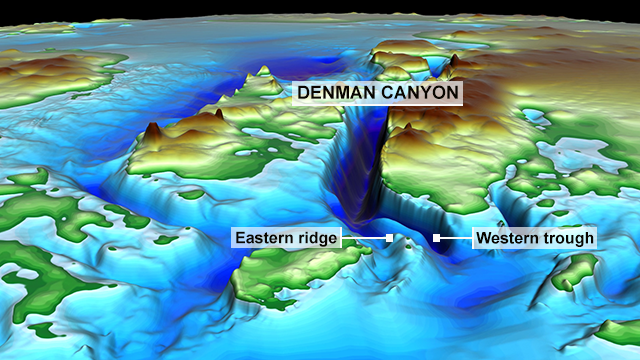
La forma del canyon occupato dal ghiacciaio Denman.

Il Denman rappresenta uno dei pochi flussi di ghiaccio che necessitano un monitoraggio speciale tra quelli presenti nell'Antartide Orientale, i quali si pensava fossero pressoché stabili se confrontati con quelli presenti nell'Antartide Occidentale. Le scoperte relative al ritiro del Denman, unitamente a quelle relative ai cambiamenti osservati nel ghiacciaio Totten e nei ghiacciai della baia Vincennes, della baia Porpoise e della costa di Giorgio V, infatti, hanno contribuito a modificare la percezione dei cambiamenti che stanno avvenendo nell'Antartide Orientale.